# Fidèle Le Sergeant de Baënghem
Fidèle Le Sergeant de Baïenghem est un homme politique français, député du Pas de Calais, pair de France, président du conseil-général du Pas de Calais, né le 13 décembre 1786 à Saint-Omer, paroisse Saint Denis, (Pas-de-Calais) et décédé le 3 mars 1842 à Saint-Omer.

## Biographie

### Entourage familial
Fidèle Henri François Le Sergeant de Bayenghem est le fils de Célestin Fidèle Omer Le Sergeant de Bayenghem, écuyer, capitaine de cavalerie, gouverneur de Saint Amand, lieutenant des maréchaux de France au département de Saint Omer, et de Henriette Catherine Florence Josephe Delevigne.
Il est le neveu de Louis Joseph Thomas Le Sergeant d'Isbergues, député de la noblesse d'Artois aux Etats généraux de 1789, puis à l'Assemblée constituante, maire de Saint Omer, le cousin germain de Jean Marie Edouard Le Sergeant de Monnecove, député du Pas de Calais, pair de France, le cousin de Félix Le Sergeant de Monnecove, député du Pas de Calais, maire de Saint Omer.

### Carrière
Admis en 1803 à l'école militaire de Fontainebleau, il sert, à partir de 1806, comme sous-lieutenant d'infanterie. Il fait campagne en Dalmatie dans les armées napoléoniennes, de 1806 à 1808.
À partir de la fin de 1808, il sert dans la Garde nationale de Saint-Omer, comme lieutenant, puis comme capitaine et comme chef de cohorte.
En septembre 1814, il devient aussi administrateur des hospices de la ville et, en janvier 1815, conseiller municipal.
En novembre 1815, il devient conseiller général du canton de Saint-Omer-Sud et le reste jusqu'à sa mort. Il préside le conseil général du Pas-de-Calais de 1834 à 1836 et de 1838 à 1841.
En octobre 1817, il devient maire de Saint-Omer et le reste jusqu'à la révolution de 1830.
En septembre 1827, il a à organiser le séjour dans sa ville durant une semaine, du roi Charles X, accompagné par le dauphin, duc d'Angoulême et par le prince d'Orange. À l'occasion d'un voyage effectué durant trois semaines dans le nord de la France, tous trois assistent à Saint-Omer à plusieurs manœuvres militaires, visitent les principaux établissements de la ville et en rencontrent les principales personnalités. À leur arrivée, le 9 septembre 1827, venant de Lille, Le Sergeant de Bayenghem prononce le discours suivant : 
« Sire, J'ai l'honneur de déposer aux pieds de votre majesté les clefs de la ville de Saint-Omer. notre population toute entière, transportée d'allégresse, avide de contempler les traits de son Roi, se presse sur les pas du monarque bien-aimé et les acclamations qui saluent le père commun des français sont à la fois l'expression du bonheur public et de la reconnaissance. Telles sont, Sire, les sensations douces et pures que votre auguste présence fait naitre dans le cœur des Audomarois, pour qui le dévouement au trône, l'amour, le respect et la fidélité au souverain légitime, sont des sentiments héréditaires. Daignez, Sire, agréer avec bonté le respectueux hommage de ces sentiments. Vive le Roi ! Vivent les Bourbons ! ».
Le 16 septembre, 1827, le Roi et sa suite quittent Saint-Omer pour poursuivre leur périple, vers Arras.
En novembre 1827, Le Sergeant de Bayenghem est élu député du Pas-de-Calais. Il siège au centre-droit. Il est réélu en 1830, puis en 1831, jusqu'en 1834 et siège dans le Parti de la Résistance., soutien à la monarchie de juillet.
En décembre 1841, le roi Louis-Philippe le fait pair de France, mais il meurt deux mois plus tard.

### Distinction
- Chevalier de la Légion d'honneur (1821)

### Mariage et descendance
Fidèle Henri François Le Sergeant de Bayenghem épouse à Tilques le 26 juin 1809 Marie Jeanne Joséphine de La Moussaye, qui lui donne six enfants :
- Zénaide Marie Emmanuelle Le Sergeant de Bayenghem (1809-1830) ;
- Henriette Marie Constance Le Sergeant de Bayenghem (1811-1884), mariée en 1843 avec Louis Armand de Rocquigny du Fayel (1804-1863) ;
- Ernest Joseph Henry Le Sergeant de Bayenghem (1813-1821) ;
- Marie Charlotte Joséphine Le Sergeant de Bayenghem (1820-1898), mariée en 1843 avec Louis Floris Zylof de Steenbourg, colonel d'infanterie, commandeur de la Légion d'honneur (1809-1888) ;
- Rose Marie Charlotte Le Sergeant de Bayenghem (1822-1913), célibataire ;
- Victor Marie Arthur Le Sergeant de Bayenghem (1831-1831).

## Source
- Dictionnaire des parlementaires français de 1789 à 1889 (Adolphe Robert et Gaston Cougny)